# Miková
Miková (russinisch Микова/Mikowa; ungarisch Mikó – bis 1907 Mikova; deutsch Nickeshau) ist eine Gemeinde im Nordosten der Slowakei mit 136 Einwohnern (Stand 31. Dezember 2024), die zum Okres Stropkov, einem Kreis des Prešovský kraj gehört.

## Geographie

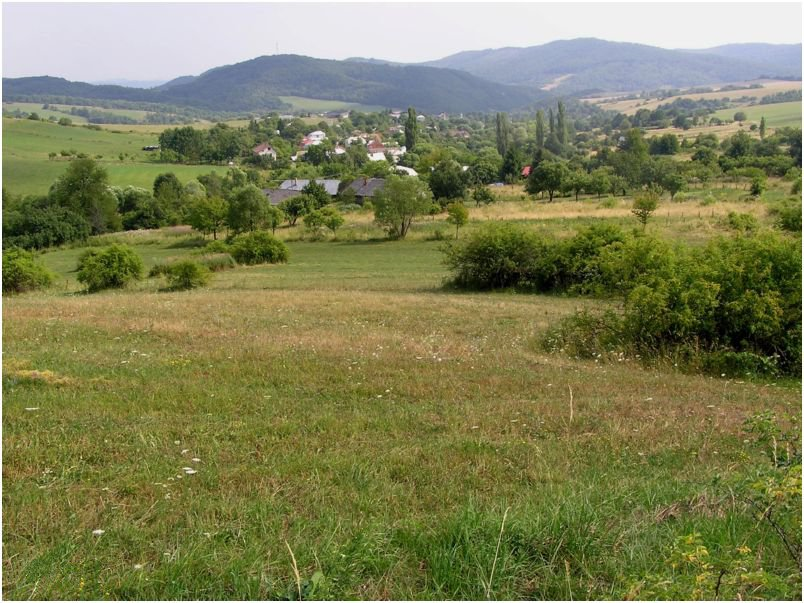
Blick auf den Ort

Die Gemeinde liegt in den Niederen Beskiden, genauer im Hügelland Ondavská vrchovina. Das Ortszentrum ist 20 Kilometer von Stropkov und 14 Kilometer von Medzilaborce entfernt (Straßenentfernung).

## Geschichte
Der Ort wurde zum ersten Mal 1408 erwähnt. 1828 sind 58 Häuser und 429 Einwohner verzeichnet. Die örtliche griechisch-katholische Kirche stammt aus dem Jahr 1742.
Größere Bekanntheit hat Miková als Heimatort der Eltern des US-amerikanischen Pop-Art-Künstlers Andy Warhol erlangt.

## Bevölkerung
| Jahr                | 1994 | 2004    | 2014    | 2024    |
| ------------------- | ---- | ------- | ------- | ------- |
| Anzahl der Personen | 175  | 158     | 148     | 136     |
| Unterschied         |      | −9,71 % | −6,32 % | −8,10 % |

| Jahr                | 2023 | 2024    |
| ------------------- | ---- | ------- |
| Anzahl der Personen | 133  | 136     |
| Unterschied         |      | +2,25 % |

Ergebnisse nach der Volkszählung 2001 (173 Einwohner):
| Nach Ethnie: - 38,15 % Ruthenen - 30,06 % Slowaken - 27,75 % Roma - 2,31 % Ukrainer | Nach Religion: - 49,13 % griechisch-katholisch - 38,73 % orthodox - 2,31 % römisch-katholisch |